# Eckhard Bodo Elze

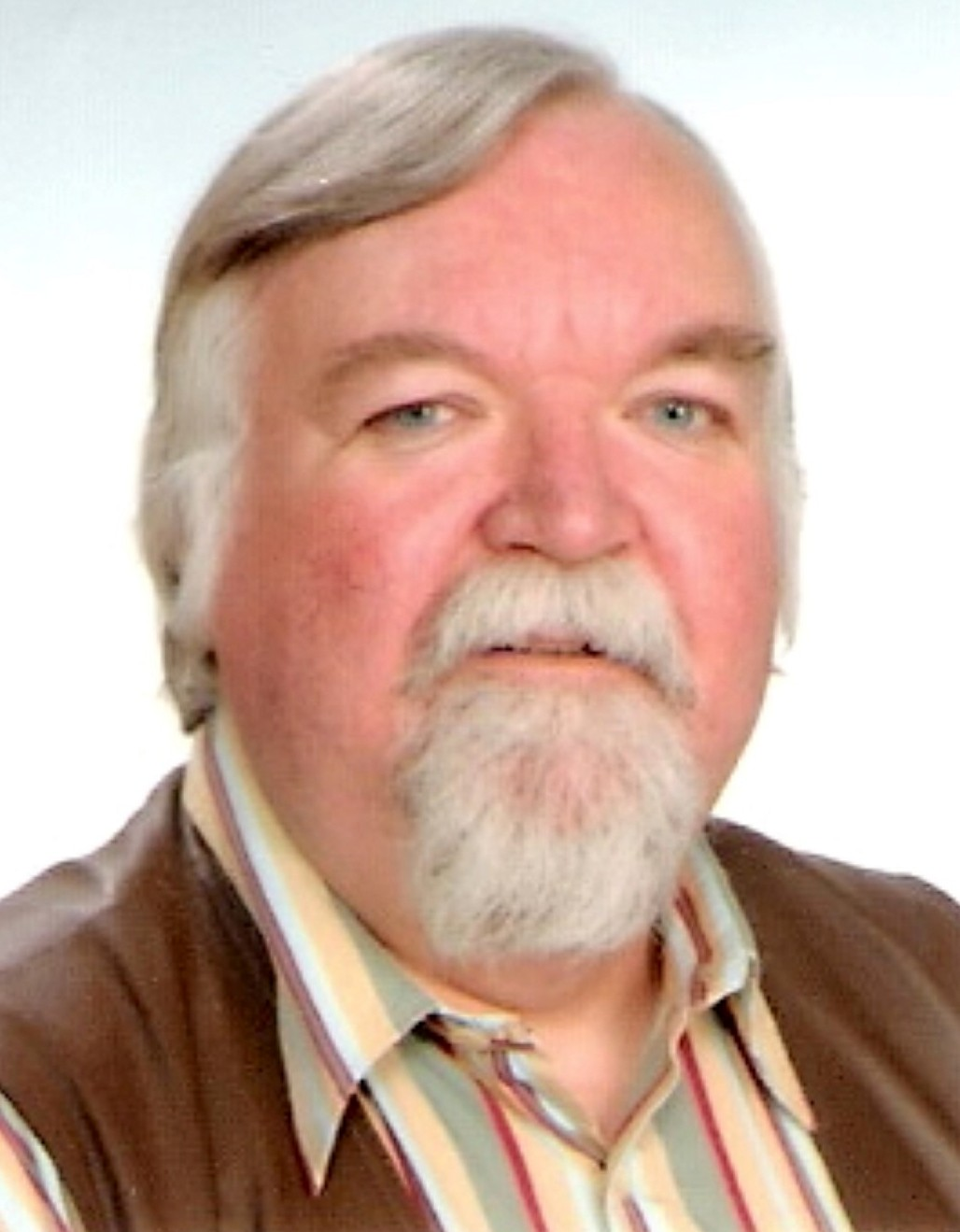
Eckhard-Bodo Elze, 2014

Eckhard-Bodo Elze (* 14. April 1951 in Porst bei Köthen (Anhalt)) ist ein ehemaliger deutscher Kommunalpolitiker. Bis 2014 war er im ehemaligen Kreis Köthen, im ehemaligen Landkreis Köthen und im Landkreis Anhalt-Bitterfeld aktiv.

## Leben
Elze ist das jüngste von vier Kindern einer ehemaligen Großbauernfamilie in Porst. Seit seinem 6. Lebensjahr steht er als Sänger auf der Bühne und seit seinem 17. Lebensjahr auf der Karnevalsbühne. Nach dem Abitur studierte er Fördertechnik an der TU Magdeburg. Er arbeitete zunächst als Konstrukteur und später als Abteilungsleiter Kultur beim VEB Förderanlagen- und Kranbau Köthen. Ab 1979 war er Ratsmitglied für Kultur beim Rat des Kreises Köthen. Zwischenzeitlich absolvierte er ein Studium der Kulturwissenschaften an der Kunsthochschule Berlin-Weißensee.
Im Jahre 1979 leitete Elze die Sanierung und Erweiterung des Naumann-Museums Köthen, dem einzigen ornithologiegeschichtlichen Memorialmuseum im Stile des Biedermeier der Welt. 1980 organisierte er die nationale Ehrung Johann-Friedrich Naumanns, dem Begründer der wissenschaftlichen Vogelkunde in Europa anlässlich seines 200. Geburtstags. Auf Elzes Initiative hin, wurde die Köthener Musikschule Johann Sebastian Bach gegründet, welche 1983 eröffnete. 1985 war er der Intendant der 10. Köthener Bachfesttage im Jubiläumsjahr zur „Bach-Händel-Schütz-Ehrung“ der DDR, die seinerzeit erstmals mit internationaler Beteiligung stattfanden. 1987 war er der Beauftragte des Bezirkes Halle zur Koordinierung der Kulturaktivitäten des Bezirkes zum 750. Geburtstag Berlins. Im selben Jahr übernahm er die Leitung zur Erweiterung und Sanierung des Ensembles Museum Synagoge Gröbzig, die dann am 9. November 1988 im Gedenken an die Judenpogrome von 1938 feierlich wieder eröffnet wurde. 1988 rief er eine kreiseigene Denkmalpflegewerkstatt ins Leben. Im Oktober 1989 sprach er gegenüber dem Kreisamt der Volkspolizei einen Baustopp aus, die beabsichtigten, das als Fremdkörper im Schlossareal seit 1878 existierende Gefängnis zum Bürogebäude auszubauen. Damit legte Elze die Grundlage dafür, dass dieses Gefängnis im Dezember 1991 abgerissen werden konnte und das Köthener Schloss wieder als Dreiflügelanlage besteht.
Im gleichen Zeitraum (Oktober 1989) begründete er mit Gleichgesinnten die SDP in Köthen. Während der politischen Wende war er Mitbegründer des Runden Tisches im Kreis Köthen, der ihm Anfang 1990, bis zur Konstituierung des neuen Kreistages, die Aufgabe des Vorsitzenden des Rates des Kreises übertrug. Danach wurde er Kulturamtsleiter des Landkreises Köthen bzw. ab 2007 des Landkreises Anhalt-Bitterfeld. Von 2007 bis 2014 war Elze der einzige Kulturamtsleiter eines Landkreises in Sachsen-Anhalt. Zwischenzeitlich trug er auch die Verantwortung für die Ressorts Schulen, Tourismus und Sport. 1992 holte er den ersten Bücherbus Sachsen-Anhalts in den Landkreis Köthen.
Im Jahre 2008 initiierte er den Ausbau des Marstalles im Köthener Schloss zur neuen Musikschule; im Dezember 2010 erfolgte die feierliche Übergabe. 2014 ging er in den vorzeitigen Ruhestand.
2006, 2009, 2012 und 2015 war er der Intendant des Internationalen Viola-da-gamba-Wettbewerbes Bach-Abel in Köthen, dem weltweit einzigen Wettbewerb für dieses Instrument.
Elze ist seit 1977 verheiratet und hat einen Sohn.

## Ehrenämter
- Seit 1973 ist Elze Mitglied des Männerchores Eintracht Köthen, seit 2015 Chorklang Eintracht; seit 2016 ist er 1. Vorsitzender des gemischten Chores.
- Von 1974 bis 1977 war Elze Mitglied des Singeklubs „Völkerfreundschaft“ der Medizinischen Fachschule Köthen.
- Von 1974 bis 1979 war er der ehrenamtliche Leiter des größten Jugendklubs im Kreis Köthen, dem Arbeiterjugendklub AJK.
- 1992 war er Mitbegründer der neuen 1. Köthener Karnevalsgesellschaft KUKAKÖ 1954 e.V. Elze bekleidete hier, nach 18-jähriger Tätigkeit als Vizepräsident, vom 10. Juni 2018 bis zum 28. Oktober 2019 das Amt des Präsidenten. Aktuell ist er Mitglied des Elferrates.
- Seit vielen Jahren ist er Mitglied des Briefmarkensammlerverein 1877 Köthen, ist Schatzmeister des Fördervereins der Posthistorischen Heimatsammlung Köthen und ist Mitglied des Vereins für Anhaltische Landeskunde (VAL). Er war mehr als 25 Jahre Mitglied des Fördervereins Bachgedenkstätte Köthen.

## Auszeichnungen
- 1976: Artur-Becker-Medaille in Silber der Freien Deutschen Jugend der DDR
- 1979: Ehrennadel der Nationalen Front der DDR in Gold
- 1985: Verdienstmedaille der DDR
- 1987: Kurt-Barthel-Medaille für die Entwicklung geistig-kulturellen Lebens
- 2002: Hochwasser-Medaille des Landes Sachsen-Anhalt
- 2006: Verdienstkreuz mit Stern der 1. Köthener Karnevalsgesellschaft KUKAKÖ 1954 e.V.
- 2009: Verdienstorden in Gold des Karnevallandesverbandes Sachsen-Anhalt
- 2010: Ehrenorden des Karnevallandesverbandes Sachsen-Anhalt
- 2013: Fluthelfernadel des Landes Sachsen-Anhalt
- 2015:  Ehrennadel des Landes Sachsen-Anhalt
- 2016: Verdienstorden in Gold des Bundes Deutscher Karneval
- 2019: Treuenadel des Bundes Deutscher Philatelisten in Silber
- 2020: Verdienstkreuz mit großem Stern der 1. Köthener Karnevalsgesellschaft KUKAKÖ 1954 e.V.
- 2023: Verdienstorden in Gold mit Brillanten des Bundes Deutscher Karneval